# فرودگاه پینسیلوانیا (کاپیتال سیتی)
فرودگاه پینسیلوانیا (کاپیتال سیتی) (به انگلیسی: Capital City Airport (Pennsylvania)) یک فرودگاه همگانی بهره‌برداری هوایی با کد یاتا HAR است که یک باند فرود آسفالت دارد و طول باند آن ۱۵۲۴ متر است. این فرودگاه در شهر هریسبورگ کشور ایالات متحده آمریکا قرار دارد و در ارتفاع ۱۰۶ متری از سطح دریا واقع شده‌است.